# اسپیدی (فیلم)
اسپیدی (انگلیسی: Speedy) فیلمی در ژانر کمدی به کارگردانی تد وایلد است که در سال ۱۹۲۸ منتشر شد. از بازیگران آن می‌توان به هارولد لوید، بیب روث، بروکس بندیکت و سام لافکین اشاره کرد. حق تکثیر فیلم تمدید نشد و این فیلم در ۱ ژانویه ۲۰۲۴ وارد مالکیت عمومی شد.